# Arthur Jerome Eddy

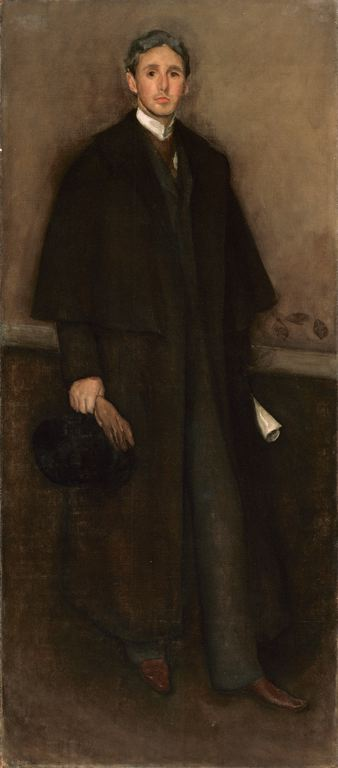
James McNeill Whistler:
Porträt Arthur J. Eddy

Arthur Jerome Eddy (* 5. November 1859 in Flint, Michigan; † 21. Juli 1920 in New York City) war ein US-amerikanischer Kunstsammler und -kritiker sowie Rechtsanwalt. Er gehörte zu den ersten Amerikanern, die sich für die moderne Kunst des frühen 20. Jahrhunderts, insbesondere für die Bilder von Wassily Kandinsky, interessierten und darüber schrieben.

## Leben
Im auslaufenden 19. Jahrhundert schrieb Arthur Jerome Eddy vor allem Bücher über rechtliche und wirtschaftliche Themen. Sein Interesse an Kunst erwachte 1893 durch die Weltausstellung 1893 in Chicago, wo er vor allem mit den Arbeiten von James McNeill Whistler und Auguste Rodin in Berührung kam. Eddy, der Mitte der 1890er Jahre nach Paris ging, wurde 1894 von Whistler in dem Gemälde Arrangement in Flesh Color and Brown: Portrait of Arthur Jerome Eddy porträtiert. In dieser Zeit schuf Rodin auch eine Porträtbüste von Eddy.
1902 erschien unter dem Titel Delight, the Soul of Art sein erstes Buch über Kunst. Im Folgejahr veröffentlichte er die Whistler-Biografie Recollections and impressions of James A. McNeill Whistler. Nach 1912 konzentrierte er sich dann auf die Kunst des angehenden 20. Jahrhunderts. So erwarb er in der Armory Show 1913 in New York City eine Skulptur von Constantin Brâncuși und begann dann durch den Kauf von 25 Gemälden eine Sammlung der Avantgarde-Kunst zusammenzustellen. Auf Reisen nach London und Deutschland lernte er Wassily Kandinsky kennen und kaufte noch vor 1920 vier seine Werke. Später erweiterte er seine Sammlung moderner Kunst auf über 100 Werke.
Im Jahr 1914 erschien sein Buch Cubists and Post-Impressionism, welches zu einem großen Teil auf Informationen aufbaute, die Eddy durch die Künstler selbst bekam. Es gilt als eines der ersten Werke der USA, in dem die moderne Kunst dargestellt und erklärt wurde – zugleich enthielt es die erste Darstellung von Kandinsky in Amerika. Eddy verlegte den Schwerpunkt seiner Sammlung in seinen letzten Lebensjahren auf die amerikanische Moderne, darunter etwa auf Gemälde von Künstlern wie Arthur Garfield Dove. Nach seinem Tod 1920 wurde die Sammlung zunächst aufgelöst. 1931 erwarb das Art Institute of Chicago 23 Gemälde aus Eddys ehemaliger Sammlung und richtete hiermit die Arthur Jerome Eddy Memorial Collection ein. Das früheste Bild dieser Sammlung ist der Philosoph, Bettler mit Austern von Édouard Manet, entstanden zwischen 1864 und 1867. Etwa 30 Jahre später entstanden Coast of Maine von Winslow Homer und das Porträt Eddys von Whistler. Der Schwerpunkt der Arthur Jerome Eddy Memorial Collection liegt jedoch auf Kunstwerke, welche in den ersten beiden Jahrzehnten des 20. Jahrhunderts entstanden und den innovativen Charakter der Sammlung Eddy verdeutlichen. Zu den bekannteren Künstlern dieser Sammlung gehören Gabriele Münter, Franz Marc, André Derain und Maurice de Vlaminck, die jeweils mit einem Werk in der Sammlung vertreten sind. Von Wassily Kandinsky erwarb das Art Institute alle vier Werke aus der Sammlung Eddy. Weitere Künstler der Sammlung Eddy im Art Institute sind Albert Bloch, Emilie Charmy, André Dunoyer de Segonzac, Robert Genin, Auguste Herbin, Amadeo de Souza-Cardoso und Eugène Zak.

## Bilder der Sammlung Eddy

Édouard Manet: Philosoph, Bettler mit Austern
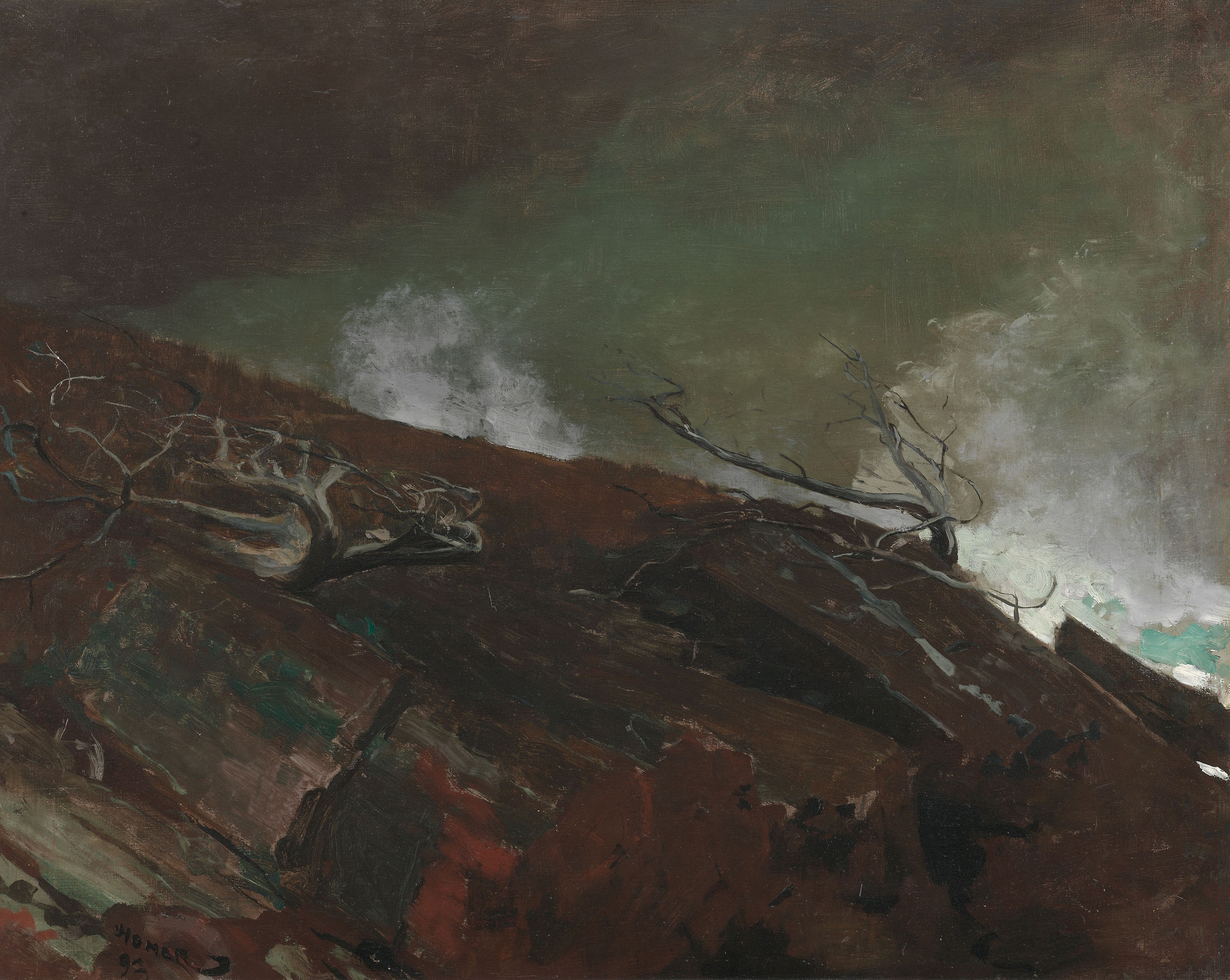
Winslow Homer: Coast of Maine
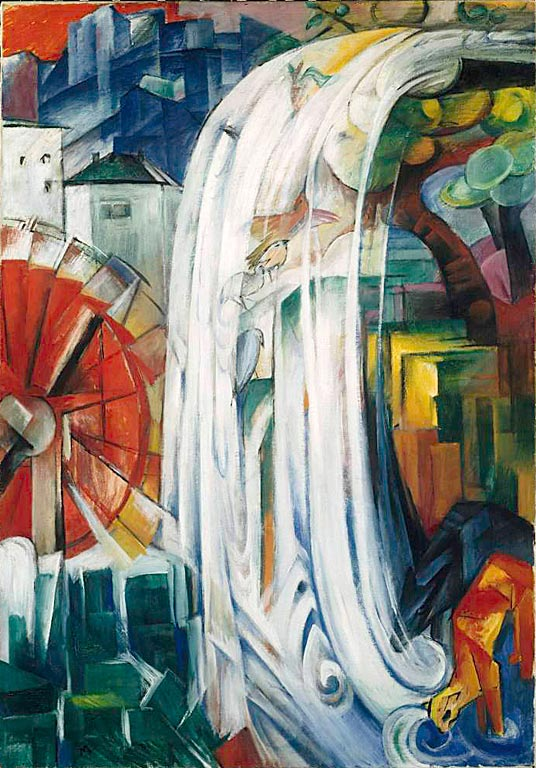
Franz Marc: Die verzauberte Mühle

## Werke
- Come let us reason together. The Eddy printing and publishing house, Flint, Michigan c. 1884
- The farmer's complete cyclopedia. The Eddy printing and publishing house, Flint, Michigan 1885
- The law of combinations embracing monopolies, trusts, and combinations of labor and capital. Callaghan and company, Chicago 1901
- Delight, the soul of art. J.B. Lippincott Co., Philadelphia 1902
- Recollections and impressions of James A. McNeill Whistler. J. B. Lippincott Co., Philadelphia 1903
- Ganton & Co.; a story of Chicago commercial and social life. McClurg, Chicago 1908
- The new competition; an examination of the conditions underlying the radical change that is taking place in the commercial and industrial world. Appelton, New York 1912
- Cubists and post-impressionism. A. C. McClurg & co., Chicago 1914